# Ixora scortechinii
Ixora scortechinii är en måreväxtart som beskrevs av George King och James Sykes Gamble. Ixora scortechinii ingår i släktet Ixora och familjen måreväxter. Inga underarter finns listade i Catalogue of Life.